# 大珠慧海
大珠慧海（だいじゅ えかい、生没年不詳）は、中国の唐代の禅僧。俗姓は朱。建州の出身。
著名な禅僧である馬祖道一の弟子で、現存している『頓悟入道要門』の著者である。しかし、このこと以外に、その人物については、生没年を含めてほとんど知られていない。